# Brøstadbotn
Brøstadbotn är centralorten i Dyrøy kommun i Troms fylke i norra Norge. Orten ligger vid änden av fylkesväg 852, vid mynningen av Brøstadelva, på östra sidan av Dyrøysundet. Här finns Brøstads kyrka.